# Rasmus Kærså
Rasmus Kærså (29. december 1960) er en dansk rockmusiker, bassist og skuespiller. Han er især kendt for sin medvirken i bandet Moonjam.

## Karriere
Sammen med sin bror, Morten Kærså, og Aske Jacoby, Jens Haack og Peter Andersen begyndte han i 1983 at optrådte under navnet Moon Jam Band. Deres første single, "Tiden går på sommersko"/"Only For You", blev indspillet i 1984, og bandet blev formelt etableret i 1985. Fra 1984 spillede han med i Danseorkestret, der blev startet som et biprojekt. Han stoppede igen i 1986, og startede på fuld tid i Moonjam i 1987.
I begyndelsen af 2000'erne dannede Kærså sammen med sin bror Morten og Klaus Menzer og Morten Kærså bandet The Piano, der udsendte sit debutalbum i 2004. Rasmus Kærså er også kendt fra sit arbejde i bl.a. Græsrødderne.

## Privatliv
Han er søn af skoleinspektør Poul Kærså og børnehave- og musikpædagog Lotte Kærså, og bror til Morten Kærså og Mads Kærså. Han er far til Rumle Kærså, der er forsanger i det danske band APHACA.

## Diskografi
Med Moonjam
- Morten Kærså & Moonjam, 1987
- Østen for solen, 1988
- Bag De Blå Bjerge, 1990
- 1991, 1991
- Songs For Saxophone, 1993
- Butterfly, 1994
- Annabella, 1996
- Saxophonesongs Vol. 2, 1997
- Xax xonx, 2000
- Raining in Asia, 2009
- Bandet og Den Uskyldige Morder, 2011

Med Danseorkestret
- Danseorkestret (1985)
- Den Store Kærlighed (1994)

Med The Piano
- Eye Of The Storm (2004)

Andet
- Lotte Kærså & Græsrødderne - Her Bor Jeg  (1996)